# Tatabánya Mustangs 2023
Questa voce raccoglie le informazioni riguardanti i Tatabánya Mustangs nelle competizioni ufficiali della stagione 2023.

## Maschile

### Hungarian Football League 2023

#### Stagione regolare
| Budapest 2 aprile 2023, ore 14:00 1ª giornata | Budapest Wolves | 49 – 0 | Tatabánya Mustangs | Kincsem Park |

| Tatabánya 8 aprile 2023, ore 15:00 2ª giornata | Tatabánya Mustangs | 8 – 55 | VSD Rangers | Tatabánya Olimpikon utca |

| Tatabánya 30 aprile 2023, ore 15:00 5ª giornata | Tatabánya Mustangs | 16 – 20 | Szombathely Crushers | Tatabánya Olimpikon utca |

| Szeged 14 maggio 2023, ore 15:00 7ª giornata | CFS Guardians | 38 – 13 | Tatabánya Mustangs | Tiszavirág Sportuszoda |

| Miskolc 21 maggio 2023, ore 15:00 8ª giornata | Borsod Bobcats | 28 – 7 | Tatabánya Mustangs | Miskolci Atlétikai Centrum |

| Tatabánya 3 giugno 2023, ore 15:00 10ª giornata | Tatabánya Mustangs | 31 – 48 | Újpest Bulldogs | Tatabánya Olimpikon utca |

### Statistiche di squadra
| Competizione      | %Vittorie | In casa | In casa | In casa | In casa | In casa | In casa | In trasferta | In trasferta | In trasferta | In trasferta | In trasferta | In trasferta | Totale | Totale | Totale | Totale | Totale | Totale |
| Competizione      | %Vittorie | G       | V       | N       | P       | Pf      | Ps      | G            | V            | N            | P            | Pf           | Ps           | G      | V      | N      | P      | Pf     | Ps     |
| ----------------- | --------- | ------- | ------- | ------- | ------- | ------- | ------- | ------------ | ------------ | ------------ | ------------ | ------------ | ------------ | ------ | ------ | ------ | ------ | ------ | ------ |
| Stagione regolare | .000      | 3       | 0       | 0       | 3       | 55      | 123     | 3            | 0            | 0            | 3            | 20           | 115          | 6      | 0      | 0      | 6      | 75     | 238    |
| Totale            | .000      | 3       | 0       | 0       | 3       | 55      | 123     | 3            | 0            | 0            | 3            | 20           | 115          | 6      | 0      | 0      | 6      | 75     | 238    |